# Folégandros
Folégandros (en griego: Φολέγανδρος) es una pequeña isla griega del mar Egeo, la más pequeña del archipiélago de las Cícladas, localizada entre las islas de  Melos y Síkinos. Tiene una superficie de 32 km² y en 2011 contaba con 819 habitantes.
Su nombre según la leyenda era el del hijo de Minos. La ciudad del mismo nombre estaba al nordeste de la isla, junto a la moderna ciudad de Folégandros.
Otras ciudades de la isla son Ano Meria (norte) y Karavostassis y Livadi al sudeste. Angali (al oeste) forma una bahía que casi divide la isla en dos.

## Historia
La ciudad de Folégandros fue miembro de la Liga de Delos, puesto que figura en listas de tributos a Atenas al menos entre los años 425/24 hasta el 416/15 a. C.
Conquistada por Marco Sanudo, fue parte del ducado de Naxos desde 1207 y pasó a manos de los turcos otomanos en 1566.
En el siglo XIX fue reclamada por Grecia.

## Galería

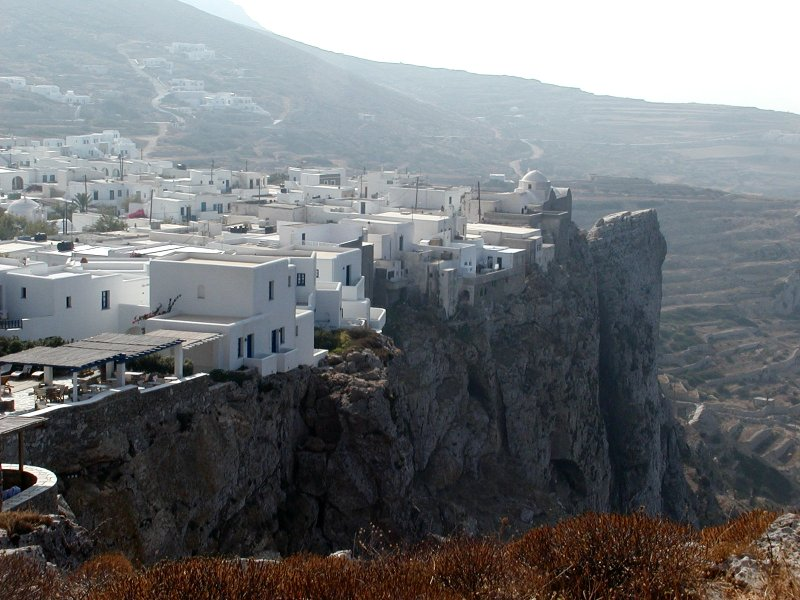
La ciudad de Folégandros.
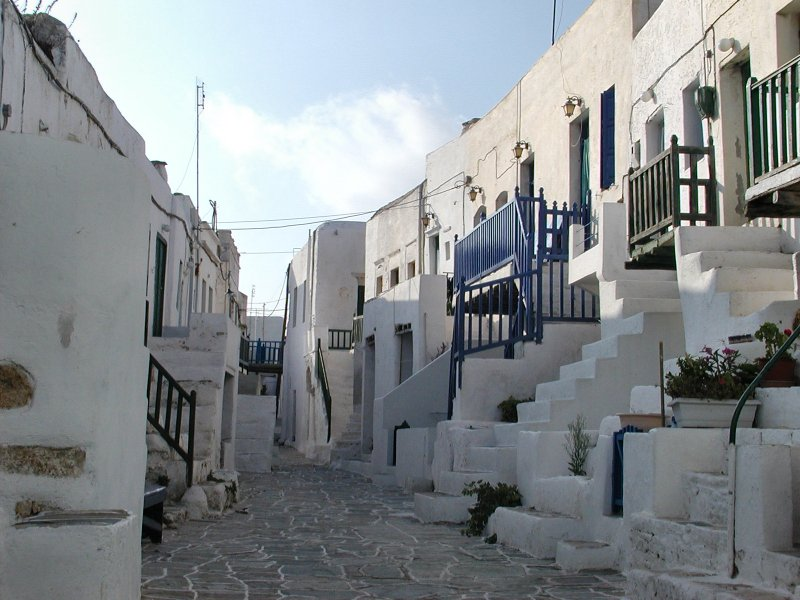
El interior de Kástro.
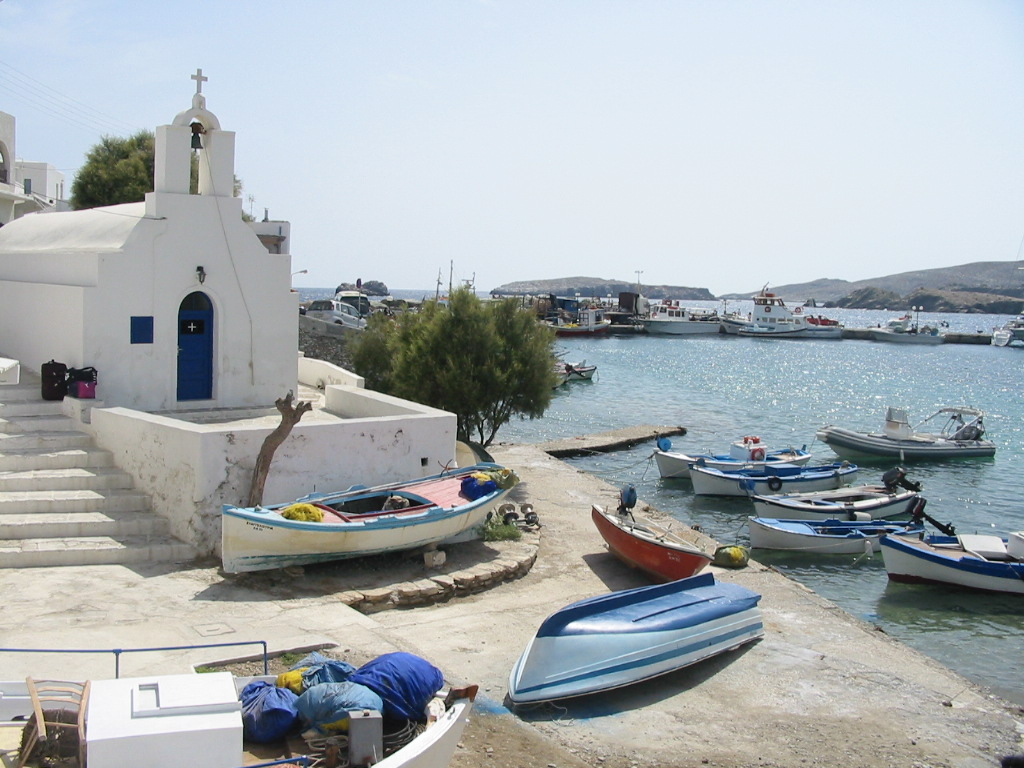
Vista de Karavostási.
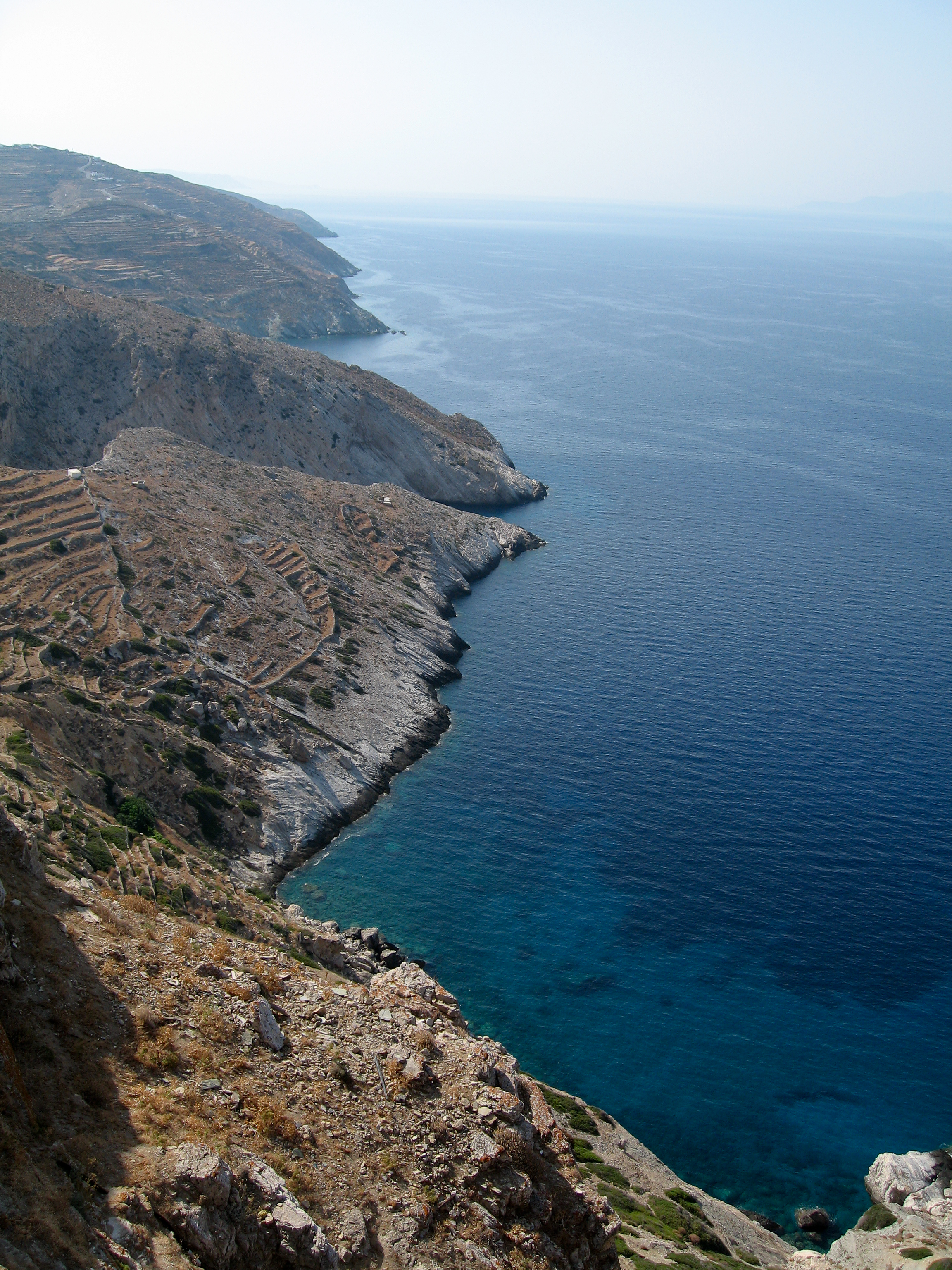
Vista de la isla.